# Rue de Perceval
La rue de Perceval est une voie du 14e arrondissement de Paris, en France.

## Situation et accès
La rue de Perceval est une voie publique située dans le 14e arrondissement de Paris. Elle débute au 10, place Constantin-Brancusi et se termine au 3, rue Jules-Guesde.

## Origine du nom

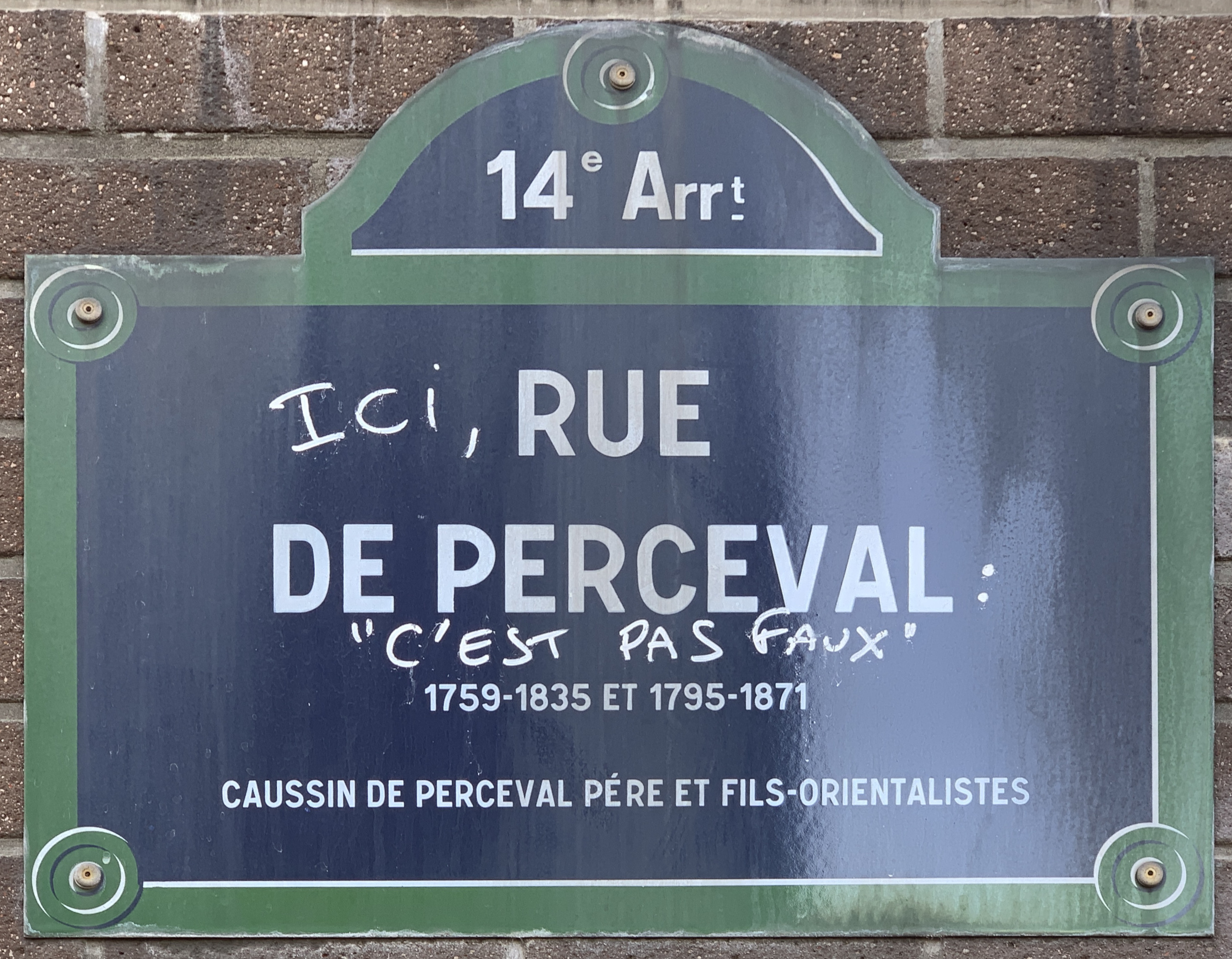
Plaque de la rue.

Cette rue porte le nom de l'orientaliste, Armand-Pierre Caussin de Perceval (1795-1871), qui était propriétaire des terrains sur lesquels elle a été ouverte.

## Historique
L'ancienne rue de Perceval, supprimée dans sa presque totalité, commençait au 33, rue Vandamme et finissait au 24, rue de l'Ouest. Par suite des travaux de rénovation du quartier, sa physionomie a changé : 
- la section qui débouchait rue Vandamme a été englobée dans la rue du Commandant-René-Mouchotte ;
- une partie a été supprimée, vers 1960, par l’aménagement du secteur II de l'opération Maine-Montparnasse ;
- la section située entre la rue du Commandant-René-Mouchotte et la rue Vercingétorix est supprimée, dans les années 1970, lors de la rénovation du secteur Vandamme ;
- les parties situées entre les nos 30 à 36 et nos 25 à 29 ont été supprimées, dans les années 1980, lors de l’aménagement de la ZAC Guilleminot-Vercingétorix.